# Les Nuits de Lavige
 (mai 2017).
Si vous disposez d'ouvrages ou d'articles de référence ou si vous connaissez des sites web de qualité traitant du thème abordé ici, merci de compléter l'article en donnant les références utiles à sa vérifiabilité et en les liant à la section « Notes et références ».
 (janvier 2024).

Les Nuits de Lavige est une émission diffusée sur France Inter les mardis, mercredis, jeudis, vendredis de minuit une minute à une heure du matin. Animée par Laurent Lavige, elle est produite par l'animateur. L'émission est réalisée par Hélène Kouyoumdjian. Alexis Goyer en est l'attaché de production.

## Historique
Cette émission a démarré à la rentrée 2010, sur l'antenne de France Inter comme une suite de Sur la route, une émission que Laurent Lavige animait à un horaire moins tardif sur les mêmes ondes.
Pendant moins d'une heure, l'animateur amoureux de soul, de funk, de R&B, conte des histoires biographiques romancées (mélange de biographie, d'événements et de fictions liés à la musique Afro-Américaine). Sa programmation est exclusivement basée sur la musique noire. 
Laurent Lavige est félicité en avril 2012 par des journalistes américains, spécialiste du genre. Quelques articles dithyrambiques sont sortis outre-Atlantique[réf. nécessaire].
L'émission Les Nuits de Lavige est un succès en matière de téléchargement : plus de 40 000 podcasts par mois[réf. nécessaire].
La saison 3 (septembre 2012), est témoin d'un changement marketing. L'émission change de nom et devient La Blackliste.